# Коноплёво (Московская область)
Коноплёво — деревня в Лотошинском районе Московской области России.
Относится к сельскому поселению Микулинское, до реформы 2006 года относилась к Микулинскому сельскому округу. По данным Всероссийской переписи 2010 года численность постоянного населения составила 158 человек (87 мужчин, 71 женщина). Код ОКТМО — 46 629 416 176.

## География
Расположена в северо-западной части сельского поселения, у границы с Тверской областью, примерно в 24 км к северо-западу от районного центра — посёлка городского типа Лотошино, на правом берегу реки Шоши, впадающей в Иваньковское водохранилище на Волге. Автобусное сообщение с Москвой, Старицей, Волоколамском, Лотошино и Микулино. Соседние населённые пункты — деревни Быково, Татарки и Речки.
Южнее деревни находится природный заказник «Болото Святище» площадью 127 гектаров. Обитают глухарь, тетерев, рябчик, лось, лисица, белка, косуля, благородный олень, кабан.

## Исторические сведения
По сведениям 1859 года — деревня Храневского прихода, Микулинской волости Старицкого уезда Тверской губернии в 32 верстах от уездного города, на возвышенности, при реке Шоше и ручье Боровка, с 15 дворами, колодцем и 148 жителями (67 мужчин, 81 женщина).
В «Списке населённых мест» 1862 года Коноплёво — владельческая деревня 2-го стана Старицкого уезда по Волоколамскому тракту в город Тверь, при реке Шоше, с 15 дворами и 122 жителями (54 мужчины, 68 женщин).
В 1886 году — 31 двор и 168 жителей (78 мужчин, 90 женщин). В 1915 году насчитывалось 28 дворов.
С 1929 года — населённый пункт в составе Лотошинского района Московской области.

## Население
| 1859 | 1886 | 2002 | 2006 | 2010 |
| ---- | ---- | ---- | ---- | ---- |
| 122  | ↗168 | ↘75  | ↗79  | ↗158 |